# Rhadinella hannsteini
Rhadinella hannsteini — вид змій родини полозових (Colubridae). Мешкає в Мексиці і Гватемалі.

## Поширення і екологія
Rhadinella hannsteini мешкають в горах Сьєрра-Мадре-де-Чіапас на території південного заходу Гватемали та на крайньому південному сході мексиканського штату Чіапас. Вони живуть у вологих гірських тропічних лісах та на кавових плантаціях. Зустрічаються на висоті від 500 до 2000 м над рівнем моря.